# 旧弘前偕行社

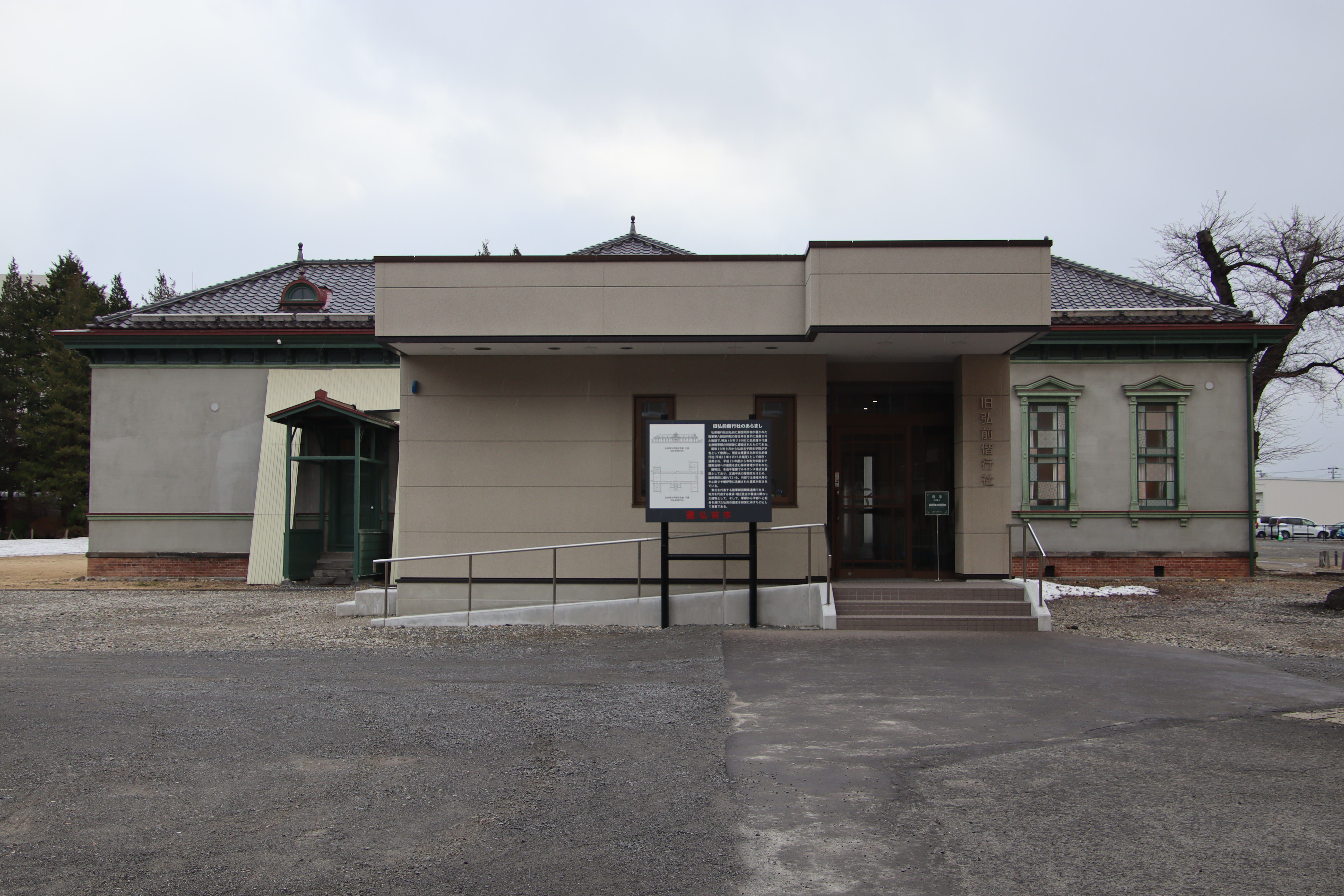
旧弘前偕行社

旧弘前偕行社（きゅうひろさきかいこうしゃ）は、青森県弘前市にある歴史的建造物。1907年（明治40年）に旧陸軍第8師団の弘前新設に伴う陸軍将校の集会所・社交場として弘前市に建設されたものである。2001年（平成13年）国の重要文化財に指定されている。

## 概要
1907年（明治40年）に建設された当館は、ルネサンス風の意匠を基調とした木造平屋建てで、東西の桁行き48.8mの規模を有し、屋根構造はトラス構造となっており、左右の翼棟が前後に突出し中央の正面玄関には切妻造の屋根を有する車寄せが配置されたデザインは当時の陸軍関係施設の特徴を顕しているが、その三角破風には第8師団の“8”にかけたと言われる“蜂”の木製飾りが施されているなど細かい洒落も見られる。
また、師団長室の壁のクロス張りや床のじゅうたん敷込、外国製と思われる材料で造作された暖炉など、陸軍将校の社交場としての華やかさが垣間見られる。なお、建築工事の請負人であり設計者である堀江佐吉は起工後2か月後に他界しているが、棟梁は長男の彦三郎、世話係に六男の金蔵を配し、子供たちの手で起工から6か月をかけて竣工させた。
当館は1908年（明治41年）皇太子嘉仁親王（のちの大正天皇）、1915年（大正4年）大正天皇の行幸の際の行在所として使用されたが、太平洋戦争終結により偕行社が解散されてからは、1945年（昭和20年）より弘前女子厚生学院（のちの弘前厚生学院、2025年 （令和7年） 閉校）が当館に移転して利用することとなり、1949年（昭和24年）に大蔵省から払い下げられ同学院の所有となった。
その後も同学院の校舎等に利用されてきたが、1980年（昭和55年）からは弘前厚生学院記念館として保存されるとともに一般公開されている。2013年 （平成25年） 11月から修理復元工事が行われており並行して古写真などの資料の提供を呼び掛けている。

## 建築概要
- 設計 - 堀江佐吉 [1]
- 竣工 - 1907年（明治40年）
- 構造・規模 - 木造平屋建て寄棟屋根瓦葺き
- 所在地 - 〒036-8185  青森県弘前市御幸町8-10（弘前厚生学院内）
- 備考 – 国の重要文化財（2001年（平成13年）6月指定）

## 交通アクセス
- 奥羽本線 弘前駅 からバスで7分、富田三丁目又は弘前大学前下車、徒歩6分